# Хав'єр Фернандес
Хав'є́р Ферна́ндес (повне ім'я — Javier Fernández López; *15 квітня 1991, Мадрид, Іспанія) — іспанський фігурист, що виступає у чоловічому одиночному фігурному катанні, олімпійський медаліст.
Чемпіон Іспанії 2010 року і триразовий переможець Чемпіонату Іспанії з фігурного катання серед юніорів (сезони 2006/2007 — 2008/2009, поспіль), найкращий іспанський фігурист — учасник міжнародних найпрестижніших турнірів з фігурного катання, зокрема, на Чемпіонаті Європи з фігурного катання 2009 року в Гельсінкі посів високе 11-е місце, а на Чемпіонаті світу з фігурного катання 2009 року в Лос-Анджелесі — вперше відібравшись для виконання довільної програми, фінішував на достатньо високому 19-му місці, 14-й на дебютній Олімпіаді (2010).

## Кар'єра
Хав'єр Фернандес почав кататися на ковзанах достатньо пізно — в 7-річному віці (1998) у клубі «Igloo» в Мадриді.
На міжнародний рівень його вивели іспанські фахівці (I. Saez, C. Sanz, J. Lafarga), з сезону 2008/2009 Х.Фернандес тренується в групі Миколи Морозова. Тренування відбуваються переважно в Хакенсаці (Hackensack, США), влітку також у Таллінні (Естонія) та Канільйо (Андорра).
Хав'єр є студентом.
Сезон 2009/2010 став для Хав'єра найуспішнішим у спортивній кар'єрі (дотепер). Фернандес уперше взяв участь у дорослому етапі серії Гран-Прі сезону — на паризькому «Trophee Eric Bompard»—2009 він був 11-м, потому виграв уперше дорослу Національну першість Іспанії з фігурного катання. У січні 2010 року прогресучий у своїй спортивній формі іспанський фігурист доволі неочікувано увійшов до 10-ки (8-ме місце), забезпечвши, таким чином, уперше для своєї країни на ЧЄ з фігурного катання 2011 року представництво 2 одиночників. На головному старті сезону, — у змаганнях одиночників на дебютній для себе Ванкуверській Олімпіаді нарешті показав непоганий прокат короткої (16-й результат, свій персоналбест за цим видом програми), у довільній майже повторив свій найкращий прокат, який став 10-м на тлі решти змагальників, і з персоналбестом за сумою 2 програм посів дуже високе як на дебютанта 14-е місце, обійшовши цілий ряд сильних і досвідчених спортсменів.
На чемпіонаті світу в 2016 році завоював золоту нагороду.

## Спортивні досягнення
| Змагання/Сезон                                                  | 2003/2004 | 2004/2005 | 2005/2006 | 2006/2007 | 2007/2008 | 2008/2009 | 2009/2010 |
| --------------------------------------------------------------- | --------- | --------- | --------- | --------- | --------- | --------- | --------- |
| Зимові Олімпійські ігри                                         |           |           |           |           |           |           | 14        |
| Чемпіонати світу з фігурного катання                            |           |           |           | 35        | 30        | 19        |           |
| Чемпіонати Європи з фігурного катання                           |           |           |           | 28        | 17        | 11        | 8         |
| Чемпіонати світу з фігурного катання серед юніорів              |           |           |           |           | 13        |           |           |
| Чемпіонати Іспанії з фігурного катання                          |           |           | 2         | 1 J.      | 1 J.      | 1 J.      | 1         |
| Етапи Гран-Прі: «Trophee Eric Bompard»                          |           |           |           |           |           |           | 11        |
| Турніри: «Coupe Internationale de Nice»                         |           |           |           |           |           |           | 3         |
| Турніри: «Золотий ковзан Загреба»                               |           |           |           |           | 13        |           |           |
| Етапи юніорського Гран-Прі з фігурного катання, Іспанія         |           |           |           |           |           | 4         |           |
| Етапи юніорського Гран-Прі з фігурного катання, Мексика         |           |           |           |           |           | 6         |           |
| Етапи юніорського Гран-Прі з фігурного катання, Велика Британія |           |           |           |           | 11        |           |           |
| Етапи юніорського Гран-Прі з фігурного катання, Естонія         |           |           |           |           | 9         |           |           |
| Етапи юніорського Гран-Прі з фігурного катання, Нідерланди      |           |           |           | 23        |           |           |           |
| Турніри «Gardena Spring Trophy»                                 |           |           |           | 5 J.      |           |           |           |
| Європейський Молодіжний Олімпійський Фестиваль                  |           |           |           | 4 J.      |           |           |           |
| Турніри «Triglav Trophy»                                        |           |           | 4 N.      |           |           |           |           |
| Турніри «Merano Cup»                                            | 3 N.      |           |           |           |           |           | 1         |
| Турніри «NRW Trophy»                                            |           |           |           |           |           | 3         |           |

- N = дитячий рівень; J = юніорський рівень